# Хави (Хаваји)
Хави (енгл. Hawi) насељено је место за статистичке потребе у америчкој савезној држави Хаваји. По попису становништва из 2010. у њему је живело 1.081 становника.

## Демографија
Према попису становништва из 2010. у граду је живело 1.081 становника, што је 143 (15,2%) становника више него 2000. године.
| Група             | 2000.       | 2010.       |
| Белци             | 183 (19,5%) | 219 (20,3%) |
| Афроамериканци    | 3 (0,3%)    | 1 (0,1%)    |
| Азијати           | 254 (27,1%) | 203 (18,8%) |
| Хиспаноамериканци | 94 (10,0%)  | 194 (17,9%) |
| Укупно            | 938         | 1.081       |